# Luigi Gonzaga
Luigi Gonzaga (còn gọi là Aloisiô Gonzaga, tiếng Ý: Luigi Gonzaga, tiếng Tây Ban Nha: Luis de Gonzaga; 9 tháng 3, 1568 - 21 tháng 6, 1591) là một thánh Công giáo Rôma và là một tu sĩ Dòng Tên. Ông qua đời khi còn là một sinh viên Đại học Roma vì đã xả thân chăm sóc các bệnh nhân trong một trận dịch lớn.

## Tiểu sử
Luigi Gonzaga sinh ngày 9 tháng 3 năm 1568, là trưởng nam của bá tước Ferdinand xứ Castiglione, thuộc Nhà Gonzaga - một dòng tộc danh tiếng ở miền bắc nước Ý. Vì thế, ngay từ nhỏ, gia đình đã đặt rất nhiều kỳ vọng vào Luigi. Khi bốn tuổi, Luigi đã bắt đầu cùng cha sống trong quân ngũ để học hỏi binh nghiệp.
Năm 1577, Luigi và em trai Rudolpho được gởi đến cung điện hầu tước Francesco de’Medici ở Firenze Florence để học hỏi lễ nghi của lối sống vọng tộc. Tại đó, Luigi được cảm nghiệm mặt trái của lối sống xa hoa này, đó là nơi mà người ta luôn âm mưu và sẵn sàng loại bỏ, triệt hạ lẫn nhau. Luigi đã khấn giữ mình trước ảnh Đức Mẹ truyền tin tại nhà nguyện Dòng Tôi Tớ Đức Mẹ. Luigi sống rất nhiệm nhặt, không bao giờ nhìn đến tranh ảnh người nữ (ngoại trừ hình ảnh về Đức Mẹ Maria), tránh xa mọi dịp có thể làm cớ cho ông vấp phạm về sự trong sạch. Chẳng bao lâu sau, ông trở về Castiglione, và quyết định đi tu. Ông thường quỳ đọc kinh nhật tụng Đức Mẹ, các Thánh Vịnh sám hối, và những kinh nguyện khác.
Bá tước Ferdinand được đặt làm quan thị vệ của vua Tây Ban Nha, Luigi trở thành thị đồng của hoàng tử. Luigi nhiệt tình phục vụ hoàng tử Diego, nhưng dù sống tại triều đình ông vẫn tìm cách sống như trong tu viện. Chính cái chết của hoàng tử Diego dẫn Luigi tới quyết định dứt khoát từ bỏ thế gian để gia nhập Dòng Tên nhưng bá tước Ferdinand không đồng ý, và bắt Luigi vào làm việc lại ở trong triều đình. Luigi buộc lòng vâng lời cha, song lúc nào có dịp thì ông vẫn nài nỉ xin vào nhà dòng. Phải đến ba năm, tức năm 18 tuổi, Luigi nhượng quyền thừa kế cho em trai và bước vào đời sống tu trì. Sau đó hai năm thì ông được gia nhập hàng giáo sĩ. Ông luôn tỏ ra là một tu sĩ gương mẫu và thánh thiện. Mọi người đều nhìn nhận là một gương sáng hãm mình trong sạch.